# Frank Verlaat
Frank Verlaat (ur. 5 marca 1968 w Haarlemie) – piłkarz holenderski grający na pozycji środkowego obrońcy.

## Kariera klubowa
Verlaat jest wychowankiem klubu TYBB wywodzącego się z jego rodzinnego miasta Haarlem. Następnie wypatrzyli go skauci Ajaksu Amsterdam i Frank trafił do tego klubu. W 1986 roku awansował do pierwszej drużyny i 10 maja 1987 zadebiutował w Eredivisie w przegranym 1:2 wyjazdowym meczu z FC Utrecht. 18-letni Frank był jednak dalszym rezerwowym Ajaksu i miał niewielki udział w wywalczeniu Pucharu Holandii oraz wicemistrzostwa Holandii (3 mecze w lidze), ale zagrał za to w wygranym 1:0 finale Pucharu Zdobywców Pucharów z niemiecką Lokomotive Lipsk. Przez kolejne 2 sezony Verlaat wystąpił zaledwie w 12 meczach Ajaksu, ale nie zdołał wywalczyć ani mistrzostwa, ani krajowego pucharu.
Latem 1989 Verlaat przeszedł do szwajcarskiego Lausanne Sports. Grał tam z powodzeniem przez 3 sezony tworząc blok defensywny z aktualnymi wtedy reprezentantami Szwajcarii Markiem Hottigerem, Dominique Herrem oraz Jürgem Studerem. W lidze szwajcarskiej popisywał się wysoką jak na obrońcę skutecznością zdobywając w niej 15 bramek.
W 1992 roku Verlaat trafił do AJ Auxerre i pod okiem trenera Guy Roux spisywał się równie udanie, jak w Lozannie. W 1994 roku sięgnął po Puchar Francji. Przez 3 lata gry w Auxerre strzelił 15 goli w 109 meczach.
W 1995 roku Verlaat wyjechał do Niemiec. Podpisał kontrakt z VfB Stuttgart, do którego ściągnął go ówczesny trener Rolf Fringer. W Bundeslidze Frank zadebiutował 11 sierpnia w zremisowanym 0:0 meczu z KFC Uerdingen 05. Sukcesy z klubem ze Stuttgartu zaczął osiągać dopiero w sezonie 1996/1997 za trenera Joachima Löwa. W 1997 roku wywalczył Puchar Niemiec oraz 4. miejsce w lidze. W 1998 roku natomiast ponownie zajął 4. miejsce oraz dotarł do finału Pucharu Zdobywców Pucharów, w którym jednak nie zagrał z powodu kontuzji (Stuttgart przegrał w nim 0:1 z Chelsea F.C.).
Latem 1999 Verlaat wrócił do Ajaksu po 10 latach przerwy. Amsterdamski klub zapłacił za niego 8 milionów marek. Jednak Frank rozegrał zaledwie 21 meczów i strzelił 3 gole, a cały zespół Ajaksu spisał się słabo zajmując dopiero 5. miejsce w lidze będąc wyprzedzonym nie tylko przez PSV Eindhoven, czy Feyenoord, ale także Sc Heerenveen i Vitesse Arnhem. Po sezonie gry w Ajaksie Verlaat ponownie trafił do Bundesligi, a Werder Brema zapłacił za niego około 4,1 miliona marek. W Werderze Verlaat zadebiutował 12 sierpnia 2000 w wygranym 3:1 meczu z Energie Cottbus. Trafił jednak na słabszy okres w historii klubu, gdyż w do roku 2003 Werder nie osiągnął sukcesów.
Latem 2003 Verlaat został zawodnikiem Austrii Wiedeń, z którą został wicemistrzem kraju. Po roku przeszedł za darmo do Sturmu Graz, który od 2004 roku przeżywał kryzys i raczej walczył o miejsce w ekstraklasie niż o trofea. Verlaat zakończył karierę właśnie w klubie z Grazu wiosną 2007.
| Sezon   | Klub            | Kraj       | Rozgrywki    | Mecze | Bramki |
| ------- | --------------- | ---------- | ------------ | ----- | ------ |
| 1986/87 | AFC Ajax        | Holandia   | Eredivisie   | 3     | 0      |
| 1987/88 | AFC Ajax        | Holandia   | Eredivisie   | 10    | 0      |
| 1988/89 | AFC Ajax        | Holandia   | Eredivisie   | 2     | 0      |
| 1989/90 | Lausanne Sports | Szwajcaria | Nationalliga | 33    | 4      |
| 1990/91 | Lausanne Sports | Szwajcaria | Nationalliga | 35    | 5      |
| 1991/92 | Lausanne Sports | Szwajcaria | Nationalliga | 36    | 6      |
| 1992/93 | AJ Auxerre      | Francja    | Ligue 1      | 37    | 3      |
| 1993/94 | AJ Auxerre      | Francja    | Ligue 1      | 36    | 4      |
| 1994/95 | AJ Auxerre      | Francja    | Ligue 1      | 36    | 8      |
| 1995/96 | VfB Stuttgart   | Niemcy     | Bundesliga   | 18    | 1      |
| 1996/97 | VfB Stuttgart   | Niemcy     | Bundesliga   | 27    | 4      |
| 1997/98 | VfB Stuttgart   | Niemcy     | Bundesliga   | 30    | 1      |
| 1998/99 | VfB Stuttgart   | Niemcy     | Bundesliga   | 29    | 0      |
| 1999/00 | AFC Ajax        | Holandia   | Eredivisie   | 21    | 3      |
| 2000/01 | Werder Brema    | Niemcy     | Bundesliga   | 19    | 1      |
| 2001/02 | Werder Brema    | Niemcy     | Bundesliga   | 33    | 2      |
| 2002/03 | Werder Brema    | Niemcy     | Bundesliga   | 29    | 2      |
| 2003/04 | Austria Wiedeń  | Austria    | Bundesliga   | 19    | 3      |
| 2004/05 | Sturm Graz      | Austria    | Bundesliga   | 24    | 0      |
| 2005/06 | Sturm Graz      | Austria    | Bundesliga   | 31    | 2      |
| 2006/07 | Sturm Graz      | Austria    | Bundesliga   | 32    | 1      |

## Kariera reprezentacyjna
W reprezentacji Holandii Verlaat zadebiutował 22 lutego 1995 w przegranym 0:1 meczu z Portugalią (był to jego jedyny mecz rozegrany w kadrze narodowej).